# Pterogyne
Pterogyne é um género botânico pertencente à família Fabaceae.
Características morfológicas - Altura de 10–15 m, com tronco de 40–60 cm de diâmetro. Folhas compostas pinadas de 10–30 cm de comprimento, com 8-18 folíolos glabros, subcoriáceos, de 4–7 cm de comprimento.
Ocorrência – Nosdeste do País até o oeste de Santa Catarina, principalmente na floresta latifoliada semidecídua.
Madeira – Moderadamente pesada, dura, textura média, grã direita e irregular, moderadamente resistente ao apodrecimento, com alburno distinto.
Utilidade – A madeira é própria para confecção de móveis finos, obtenção de folhas faqueadas, lambris, para construção civil, como vigas, caibros, ripas, tacos e tábuas para assoalhos, para confecção de carrocerias, interiores de embarcações e vagões, tonéis, barris, tanques, etc. A árvore, pela rusticidade e rapidez de crescimento, é ótima para plantios mistos em áreas degradadas de preservação permanente.
Informações ecológicas – Planta decídua, heliófita, pioneira, característica da floresta latifoliada semidecídua e da caatinga. Neste último habitat, ocorre apenas em áreas úmidas com vegetação florestal. Apresente ampla, porém descontinuada dispersão, tanto na mata primária densa como em formações secundárias em vários estágios de sucessão vegetal. Produz anualmente grande quantidade de sementes viáveis.
Fenologia – Floresce durante os meses de dezembro-março. A maturação dos frutos ocorre nos meses de maio-junho, entretanto permanecem na planta por mais tempo.
Obtenção de sementes – Colher os frutos (vagens) diretamente da árvore quando adquirirem coloração paleácea. Pode-se semear as próprias vagens como se fossem sementes, entretanto isso pode acarretar a formação de mudas tortas e defeituosas. Portanto, sempre que possível, é recomendável retirar as sementes das vagens. Essa operação é facilitada deixando-as ao sol para secar e posteriormente esfregando-as manualmente ou mecanicamente.
Produção de mudas – Colocar as sementes ou as vagens para germinação logo que colhidas, em canteiros ou diretamente em recipientes individuais contendo substrato rico em matéria orgânica. A emergência ocorre em em 10-35 dias e a taxa de germinação é superior a 60%. O desenvolvimento das plantas é rápido, ficando prontas para plantio no local definitivo em 4-5 meses. O desenvolvimento das plantas no campo no campo é também rápido alcançando 4m aos 2 anos.
Árvores Brasileiras - Harri Lorenzi - vol.1 - pag.142
1. ↑  «Pterogyne — World Flora Online». www.worldfloraonline.org. Consultado em 19 de agosto de 2020